# 三氟乙酸钒(III)
三氟乙酸钒(III)是钒的羧酸盐之一，化学式为V(CF3COO)3。它可由三氯化钒和三氟乙酸回流反应制得；也可由二均三甲苯钒和三氟乙酸、四氢呋喃（thf）反应，经[H(thf)n][V(CF3COO)3]，再与吖啶反应（或直接氧化）得到。它在空气中热分解，其最终产物为五氧化二钒。